# 22938 Брілоренс
22938 Брілоренс (22938 Brilawrence) — астероїд головного поясу, відкритий 10 жовтня 1999 року.
Тіссеранів параметр щодо Юпітера — 3,176.
Названий на честь американського математика Браяна Лоренса.